# Copa Nicasio Vila 1907
La Copa Nicasio Vila 1907 fue la primera edición del campeonato de primera división de la Liga Rosarina de Fútbol. 
Esta copa llevaba el nombre del intendente, de la época, de la ciudad Rosario, Nicasio Vila. 
Participaron seis equipos y el campeón fue Newell's Old Boys, que obtuvo su primer título de primera división de la LRF.

## Tabla de posiciones final
| Pos | Equipo               | Pts | PJ | G | E | P | GF | GC | Dif |
| --- | -------------------- | --- | -- | - | - | - | -- | -- | --- |
| 1º  | Newell's Old Boys    | 18  | 10 | 9 | 0 | 1 | 33 | 10 | 23  |
| 2º  | Rosario Central      | 15  | 10 | 7 | 1 | 2 |    |    | 0   |
| 3º  | Atlético del Rosario | 0   | 0  |   |   |   |    |    | 0   |
| 4º  | Rosario Central II   | 0   | 0  |   |   |   |    |    | 0   |
| 5º  | Provincial           | 0   | 0  |   |   |   |    |    | 0   |
| 6º  | Argentino            | 0   | 0  |   |   |   |    |    | 0   |

## Resultados
|                   | Resultado |                    | Fecha            |
| ----------------- | --------- | ------------------ | ---------------- |
| Newell's Old Boys | 10 - 1    | Argentino          | 26 de mayo       |
| Newell's Old Boys | 1 - 0     | Rosario Central II | 29 de mayo       |
| Rosario Central   | 4 - 1     | Argentino          | 24 de junio      |
| Rosario Central   | —         | Provincial         | 29 de junio      |
| Rosario Central   | 3 - 0     | Rosario Central II | 7 de julio       |
| Newell's Old Boys | 5 - 3     | Rosario Central    | 9 de julio       |
| Rosario Central   | 3 - 1     | Argentino          | 14 de julio      |
| Newell's Old Boys | 4 - 1     | Rosario            | 24 de julio      |
| Rosario Central   | —         | Provincial         | agosto           |
| Newell's Old Boys | 4 - 1     | Rosario            | 18 de agosto     |
| Rosario Central   |           | Rosario Central II | agosto           |
| Newell's Old Boys | 2 - 0     | Provincial         | 25 de agosto     |
| Rosario Central   | 3 - 3     | Rosario            | 25 de agosto     |
| Rosario Central   | 2 - 0     | Newell's Old Boys  | 8 de septiembre  |
| Newell's Old Boys | 2 - 0     | Provincial         | 15 de septiembre |
| Rosario Central   | 1 - 2     | Rosario            | 15 de septiembre |
| Newell's Old Boys | 3 - 2     | Rosario Central II | 22 de septiembre |
| Newell's Old Boys | 4 - 0     | Argentino          | 29 de septiembre |